# Sobetinci
Sobetinci – wieś w Słowenii, w gminie Markovci. W 2018 roku liczyła 170 mieszkańców.